# 阿尔泰乌头
阿尔泰乌头（学名：Aconitum smirnovii）为毛茛科乌头属下的一个种。

## 扩展阅读
- 維基物種上的相關：阿尔泰乌头